# ماركوس كروغر
ماركوس كروغر (بالسويدية: Marcus Krüger)‏ (و. 1990  م) هو لاعب هوكي الجليد، من السويد، ولد في ستوكهولم، شارك في الألعاب الأولمبية الشتوية 2014، مركز لعبه هو مركز ‏.

## جوائز
حصل على جوائز منها:
- كأس ستانلي.

## روابط خارجية
- ماركوس كروغر على موقع دوري الهوكي الوطني (الإنجليزية)
- ماركوس كروغر على موقع قاعة مشاهير الهوكي (لاعب أن.إتش.أل) (الإنجليزية)
- ماركوس كروغر على موقع EliteProspects.com (الإنجليزية)
- ماركوس كروغر على موقع Eurohockey.com (الإنجليزية)
- ماركوس كروغر على موقع HockeyDB.com (الإنجليزية)
- ماركوس كروغر على موقع Hockey-Reference.com (الإنجليزية)
- ماركوس كروغر على موقع أوليمبيديا (الإنجليزية)
- ماركوس كروغر على موقع اللجنة الأولمبية السويدية (السويدية)